# Pensamiento complejo

Categorías en el ámbito cognitivo de la taxonomía de objetivos de la educación de Bloom (Anderson & Krathwohl, 2001)

El pensamiento complejo, (en inglés higher order thinking skills, HOTS), también conocido como habilidades de pensamiento de orden superior o pensamiento de alto nivel, es un concepto de reforma educativa basado en taxonomías de aprendizaje (como la de Bloom). La idea es que algunos tipos de aprendizaje requieren más procesamiento cognitivo que otros, pero también producen beneficios más generalizados. En la taxonomía de Bloom, por ejemplo, se considera que las habilidades que implican análisis, evaluación y síntesis (creación de nuevo conocimiento) son de un nivel superior al simple aprendizaje de hechos y conceptos, y por tanto requieren métodos de enseñanza y aprendizaje distintos. El pensamiento complejo implica el aprendizaje de complejas habilidades de juicio como pensamiento crítico o resolución de problemas. 
El pensamiento complejo es más difícil de enseñar y de aprender que el simple, pero también más valioso, porque la probabilidad de que sea útil en situaciones nuevas es mayor.

## Reforma educativa
Habitualmente se piensa que el alumnado debe dominar el pensamiento simple antes de utilizar el complejo. Sin embargo, el Consejo de Investigación Nacional de Estados Unidos discrepó de este planteamiento, afirmando que la investigación cognitiva no lo respalda, mientras que sí ha mostrado que el pensamiento complejo es importante incluso en la escuela elemental.
Incluir las habilidades de pensamiento de orden superior en los objetivos educativos es una característica muy común de la educación basada en resultados.
Los defensores de la educación tradicional se oponen a elevar el pensamiento complejo por encima de la instrucción directa de habilidades básicas. Muchas propuestas de reforma educativa, como enseñar ciencia basándose en que el alumnado investigue, la reforma de las Matemáticas o el método global para la lengua, resaltan la importancia del pensamiento complejo para solucionar problemas y aprender, a veces omitiendo deliberadamente la enseñanza directa de métodos, hechos o conocimientos tradicionales. 
El pensamiento complejo asume valoraciones basadas en estándares. Estas valoraciones utilizan preguntas abiertas en vez de preguntas de opción múltiple, y por tanto requieren análisis y escritura de mayor nivel. 
Los críticos de las valoraciones basadas en estándares señalan que esta forma de evaluar lo aprendido resulta aún más difícil para el alumnado académicamente rezagado. De hecho, mientras las minorías pueden quedar de 10 a 25 puntos por detrás en los rangos estandarizados de percentiles, si se emplean pruebas como WASL (que tiene preguntas de opción múltiple, pero también respuestas cortas, redacción y resolución de problemas), el alumnado de minorías suspende de 2 a 4 veces más que los mejores grupos. Se debate si es correcto dar mayor importancia al proceso de enseñar que al contenido.

El Partido Republicano de Texas expresó su oposición a la enseñanza de ciertas habilidades de pensamiento complejo mediante la inclusión del siguiente párrafo en su programa electoral de 2012:
«Queremos una educación basada en el conocimiento. Nos oponemos a la enseñanza del pensamiento complejo, el pensamiento crítico y programas similares, que simplemente son un reetiquetado de la educación basada en resultados, que se centran en la modificación de comportamiento del alumnado y tienen el propósito de cuestionar sus creencias fijas y de socavar la autoridad parental» 
Sin embargo, según Chris Elam, director de comunicaciones del Partido Republicano de Texas (RPT por sus siglas en inglés), el redactado final de este párrafo fue evidentemente una "equivocación". En una entrevista con Talking Points Memo dijo que el texto no debería haber incluido el pensamiento crítico, y que la intención del subcomité no era indicar que el RPT se oponía al pensamiento crítico. Cuando se le pidió aclarar el objetivo del párrafo, dijoː «Creo que el sentido es que el Partido Republicano se opone al método de clarificación de los valores que sirve al propósito de cuestionar las creencias del alumnado y socavar [sic; en inglés dijo undermine, cuando lo correcto, al ser tercera persona, sería undermines] la autoridad parental»